# Portulaka pospolita

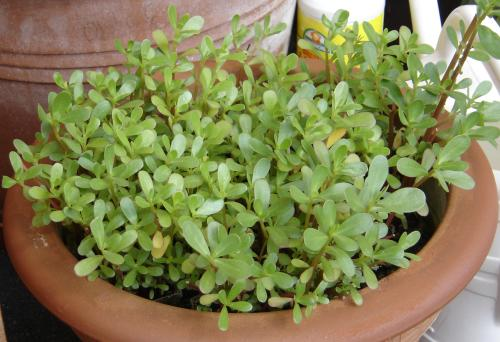

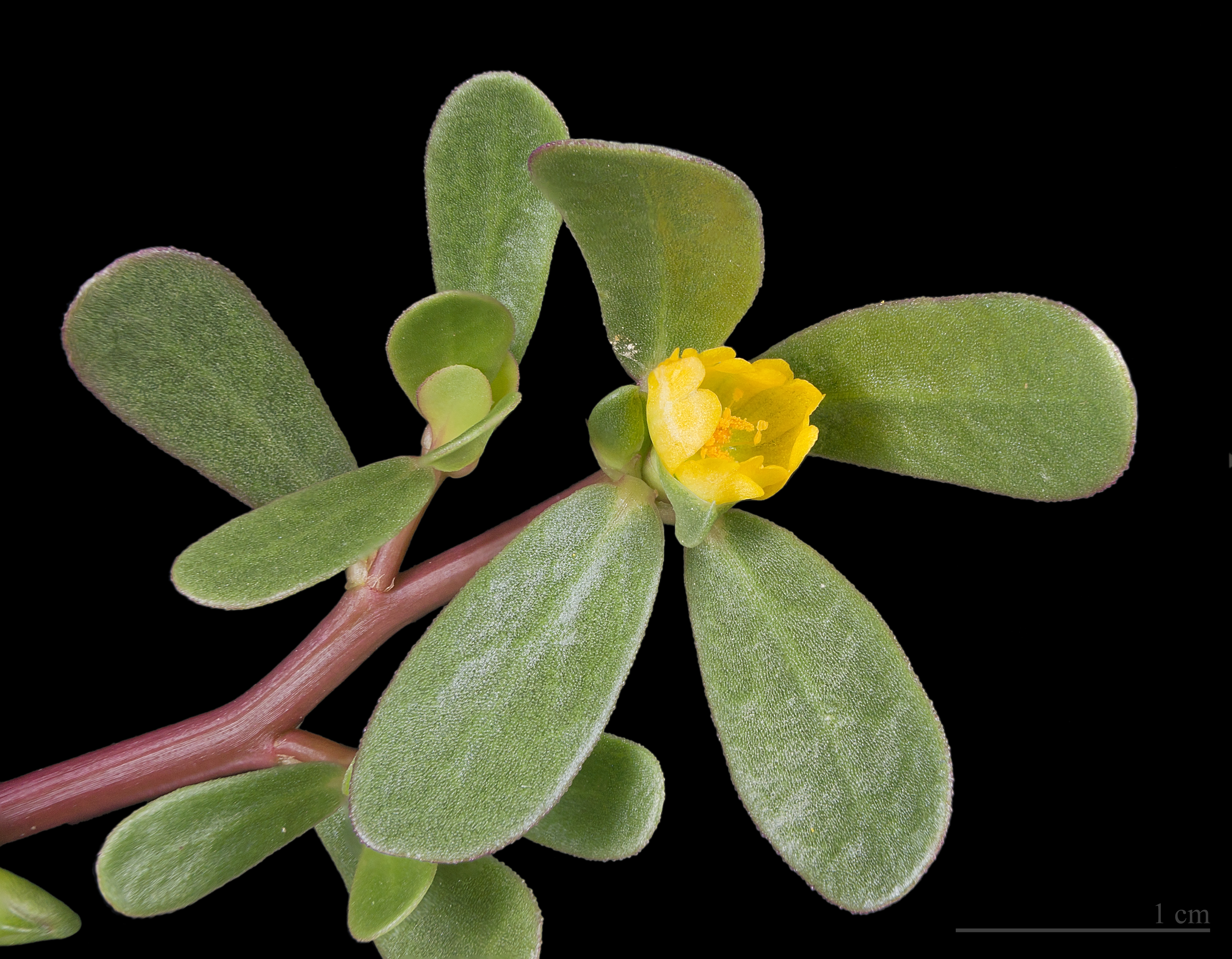
Portulaca oleracea

Portulaka pospolita, portulaka warzywna (Portulaca oleracea L.) – gatunek rośliny jednorocznej z rodziny portulakowatych. Obecnie jest to rozprzestrzeniony na całej kuli ziemskiej chwast. Gatunek kosmopolityczny, z wyjątkiem Antarktydy występuje na wszystkich kontynentach i na bardzo wielu wyspach. W Polsce gatunek ma liczne stanowiska w zachodniej części kraju i w rejonie Warszawy, poza tym rośnie w rozproszeniu jako archeofit, miejscami jako roślina uprawna i efemerofit.

## Morfologia
ŁodygaNaga, płożąca lub wzniesiona, często podbarwiona czerwonawo, soczysta. Obficie rozgałęzia się.
LiścieJajowate lub klinowatołopatkowate, mięsiste, przeważnie naprzeciwległe.
KwiatyŻółte, niepozorne. Kielich składający się z 2 działek, 5 płatków korony, liczne pręciki (8–15), na wpół dolny słupek. Kwitnie od lipca do września, jest samopylna.
OwoceTorebka otwierająca się wieczkiem z czarnymi nasionami.

## Biologia i ekologia
Występuje na polach uprawnych, przydrożach. Roślina miejsc suchych, często rośnie na piaskach. Do skiełkowania wymaga 8–10ºC. W klasyfikacji zbiorowisk roślinnych gatunek charakterystyczny dla związku Eragrostion. Liczba chromosomów 2n = 54.

## Zmienność
Podgatunki portulaki warzywnej:
- Portulaca oleracea L. subsp. oleracea – niska roślina o wąskich liściach i pokładających się pędach. Działki kwiatów tępogrzbieciste. Występuje na polach uprawnych, przydrożach.
- Portulaca oleracea L. subsp. sativa (Hav.) Čelak, syn. P. sativa Hav. – roślina o wysokości do 60 cm, szerokich liściach i wzniesionych pędach. Działki kwiatów posiadają na grzbiecie skrzydełko. Roślina uprawiana.

Polimorficzny gatunek stanowi kompleks poliploidalny co najmniej kilkunastu morfotypów (Portulaca oleracea agg.), które bywają podnoszone do rangi gatunków. W Polsce stwierdzono z tych mikrogatunków: P. granulostellulata (Poelln.) Ricceri & Arrigoni, P. nitida (Danin & HG Baker) Ricceri & Arrigoni, P. trituberculata Danin, Domina & Raimondo, P. daninii Galasso, Banfi & Soldano, P. granulatostellulata (Poelln.) Ricceri & Arrigoni, P. macrantha Ricceri & Arrigonii oraz P. oleracea L. s. str.

## Zastosowanie
- Podgatunek Portulaca oleracea L. subsp. sativa uprawiany czasami jako warzywo. Liście i pędy portulaki zawierają duże ilości orzeźwiającego soku o lekkich właściwościach oczyszczających. Jest to warzywo wspomagające trawienie. Liście przyrządza się jak szpinak, a mięsiste łodygi jak szparagi. Jest też oryginalnym składnikiem sałatek, nadając im lekko kwaskowy smak. Roślina ta jest bogatym źródłem antyoksydantów, omega 3 (0,2 do 0,38 g na 100 g), witamin A i C oraz wapnia, żelaza, sodu, potasu i magnezu. Należy do podstawowych warzyw w kuchni greckiej na Krecie[potrzebny przypis].

- Sposób uprawy: najlepsze do uprawy są gleby żyzne i słoneczne miejsca. Nasiona wysiewa się od maja do końca lipca w rzędy odległe o 25–30 cm. Zbiera się łodygi wraz z liśćmi w miesiącach czerwiec – wrzesień[potrzebny przypis].

## Udział w kulturze
F. N. Hepper, jeden ze znawców roślin biblijnych uważa, że w wersecie  Księgi Hioba (6,6) pod nazwą ślaz kryje się portulaka pospolita. Jest to jednak zdanie odosobnione, inni znawcy roślin biblijnych uważają, ze chodzi tutaj jednak o któryś z gatunków malwy lub ślazu.